# نان، عشق و موتور ۱۰۰۰
نان، عشق و موتور ۱۰۰۰ فیلمی در ژانر کمدی به کارگردانی و تهیه‌کنندگی ابوالحسن داوودی و نویسندگی پیمان قاسم‌خانی و ابوالحسن داوودی ساخته سال ۱۳۸۰ است.

## داستان فیلم
داستان فیلم -بدون ذکر نام اثر اصلی توسط نویسندگان و کارگردان- بر اساس کتاب شوهر مدرسه‌ای (Il marito in collegio) اثر جووانی گوارسکی نوشته شده‌است. یارولی (اکبر عبدی) عموی باران (بهاره رهنما) که تنها نگهدارنده وی و قیم او نیز به‌شمار می‌آید، پس از تعلل باران در مورد ازدواج، او را موظف به تصمیم‌گیری و انتخاب همسر در مدتی معین می‌کند. باران که در مدت تعیین شده موفق به انتخاب همسر نشده‌است مورد توجه و علاقه برزو جوان تعمیرکار (سروش صحت) قرار می‌گیرد. یارولی از علاقه برزو نسبت به باران مطلع می‌شود و با به راه انداختن تعمیرگاهی کوچک در قسمتی از خانه وی را به ازدواج با باران ترغیب می‌کند. از سوی دیگر آریو شمس (حسام نواب صفوی) با فریب دادن باران و وعده خروج از کشور نظر باران را نسبت به خود جلب کرده و تصمیم به ازدواج با او می‌گیرد. باران توسط دو تن از مشتریان برزو بنام‌های داریوش و ارشک پی به فریبکاری آریو برده و سرانجام با برزو ازدواج می‌کند.

## بازیگران
- اکبر عبدی
- گوهر خیراندیش
- بهاره رهنما
- سروش صحت
- جمشید اسماعیل خانی
- آفرین عبیسی
- حسام نواب صفوی
- امیر جعفری
- ریما رامین فر
- اصغر بیچاره
- عمار تفتی
- رضا آحادی
- سپند امیرسلیمانی
- ملکه رنجبر
- امیر زریوند
- آرشام مودبیان
- معراج مژده
- احمد مهرانفر
- محمد پویا
- حسین روزبه